# Morteau
Morteau ist eine französische Gemeinde mit 6.905 Einwohnern (Stand: 1. Januar 2022) im Département Doubs in der Region Bourgogne-Franche-Comté. Sie gehört zum Arrondissement Pontarlier und zum Kanton Morteau. Der Ortsname ist von eau morte (dt. totes Wasser) abgeleitet, wegen der hier ruhenden Strömung des Flusses Doubs.

## Geografie
Die Gemeinde Morteau befindet sich im Jura, unweit der Schweizer Grenze im Tal des Flusses Doubs. Das Gemeindegebiet gehört zum Regionalen Naturpark Doubs-Horloger.

## Geschichte
Erstmals wird Morteau im Jahr 1105 erwähnt. Zu dieser Zeit siedelten sich Mönche aus Cluny am Lauf des Doubs an, um die Bergregionen urbar zu machen. Sie zogen weitere Menschen nach sich, die erste Einwohner von Siedlungen wie Morteau waren. 1349 verringerte sich die Bevölkerung durch die Pest um zwei Drittel. Danach wanderten Bewohner aus dem Kanton Freiburg und dem Aostatal in diese Gegend ein.
Um 1576 wurde das Château Pertusier im Stil der Renaissance errichtet, was in der Region selten blieb. Der Bauherr des Schlosses, das damals noch nicht seinen heutigen Namen trug, war ein gewisser Guillaume Cuche aus der Schweiz. Im Dreißigjährigen Krieg rückten 1639 schwedische Söldner von Louis XIII in den Ort ein. Sie hinterließen schwere Verwüstungen und veranlassten viele Bewohner, die Gegend in Richtung Savoyen und Schweiz zu verlassen. 1590 wurde unter den Herren von Fauche (Sieurs Fauche) das Rathaus errichtet. Ein Sohn der Familie, Jean-Jacques Fauche (1597–1662), wurde im Alter von 16 Jahren Prior von Morteau, später wurde er Erzbischof von Besançon. 
Morteau hatte im Laufe der Geschichte immer wieder unter großen Feuersbrünsten zu leiden. Die schwersten ereigneten sich in den Jahren 1639, 1683, 1702, 1849 und 1865. Im Frieden von Nimwegen 1678/79 kam Marteau unter französische Herrschaft, nachdem die Oberhoheit nacheinander bei den Grafen von Montfaucon, der Stadt Neuchâtel und den Habsburgern gelegen hatte. 1749 brannte der Getreidespeicher ab. Im Zuge der Französischen Revolution wurde das Château 1797 verstaatlicht und dem Anwalt Jean-Charles Pertusier (1754–1822) aus Besançon verkauft. Die Pertusier behielten das Schloss bis 1935 und verkauften es der Gemeinde. Am 6. Januar 1938 brannte es stark aus.
Im Zweiten Weltkrieg wurden zwei jüdische Familien aus Morteau nach Auschwitz deportiert, woran heute ein Gedenkstein bei der Kirche erinnert. Im Sommer 1944 wurde der Kommunist André Barthélémy aus Dole von der Résistance nach Morteau beordert, um die Befreiung der Gegend von der deutschen Besatzung zu organisieren. 1946 brannte das Rathaus, das 1881 auch zur École primaire Centre umgebaut wurde.

## Bevölkerung
| Jahr                       | 1962 | 1968 | 1975 | 1982 | 1990 | 1999 | 2009 | 2018 |
| Einwohner                  | 5395 | 6158 | 6690 | 6445 | 6458 | 6375 | 6596 | 6894 |
| Quellen: Cassini und INSEE |      |      |      |      |      |      |      |      |

Die Einwohnerzahl stieg vor allem in den 1960er-Jahren. Im folgenden Jahrzehnt erreichte sie mit über 6600 einen Höhepunkt. Danach sank sie leicht und ist bis heute konstant geblieben. 40 Prozent aller Arbeitnehmer der Gemeinde Morteau pendelten im Jahr 2018 täglich als Grenzgänger in die Schweiz, hauptsächlich nach La Chaux-de-Fonds und Le Locle.

## Wirtschaft und Infrastruktur

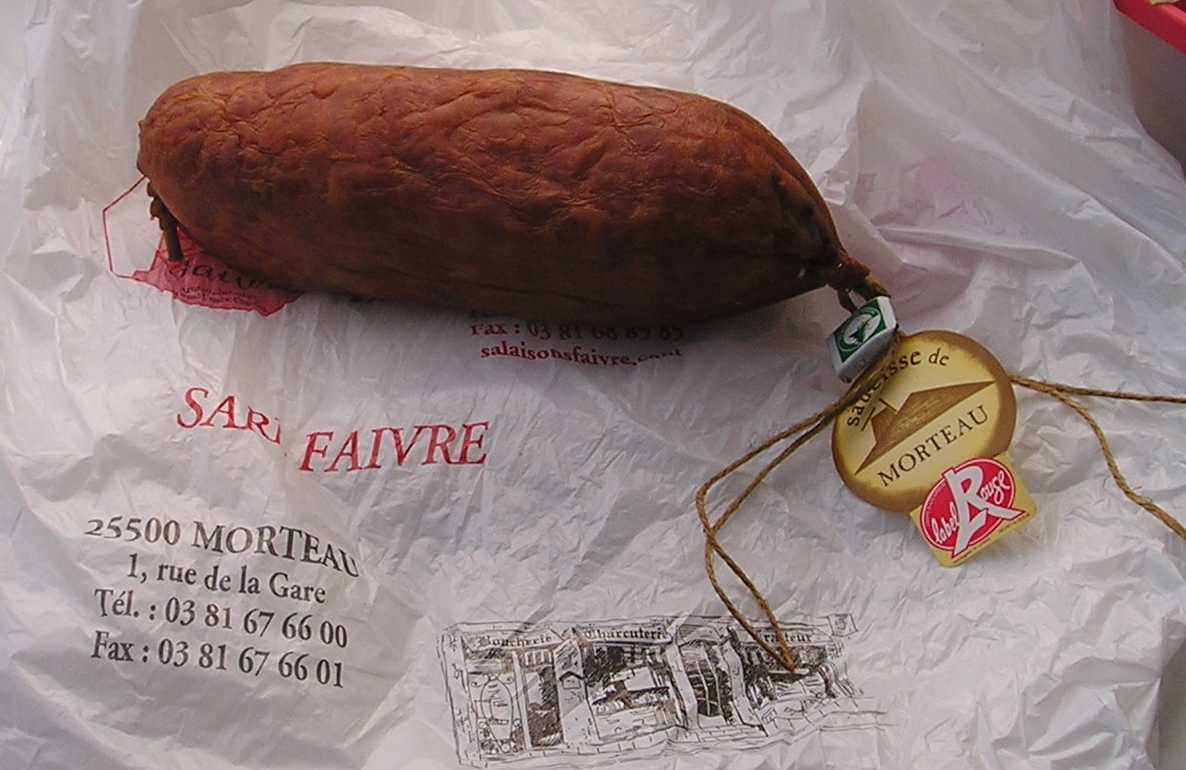
Morteau-Wurstspezialität

Morteau liegt an der grenzüberschreitenden Eisenbahnstrecke von La Chaux-de-Fonds im Schweizer Kanton Neuenburg nach Besançon.
Morteau ist ein Zentrum der Uhrenindustrie, die hier auf das Jahr 1680 zurückgeht. Das Uhren-Museum Musée de l’Horlogerie du Haut-Doubs im Château Pertusier zeigt deren Geschichte.
Heute ist der größte private Arbeitgeber ein Betrieb für Auto-Ausstattungs- und Zubehörteile: Er beschäftigt etwa 500 Personen.
Eine Spezialität von Morteau ist eine geräucherte Wurst aus Schweinefleisch, die Saucisse de Morteau, auch Belle de Morteau  genannt. Alljährlich findet im August ein Wurstfest, die Fête de la Saucisse, mit großem Umzug statt. Weitere Betriebe der Lebensmittelindustrie, so der 1856 gegründete Schokoladen- und Karamellhersteller Chocolat Klaus, ursprünglich eine beiderseits der Grenze tätige „usine franco-suisse“, sind ebenfalls in Morteau ansässig.

## Sport
2024 war Morteau Etappenziel der 6. Etappe der Tour de France Femmes. Durch Cédrine Kerbaol gab es den ersten Etappensieg einer Französin bei diesem Wettbewerb.

## Städtepartnerschaft
- Vöhrenbach, Deutschland

## Persönlichkeiten
- Jean-Claude Bouquet (1819–1885), Mathematiker
- Maurice Pourchet (1906–2004), römisch-katholischer Geistlicher, Bischof von Saint-Flour
- Gisèle Ansorge (1923–1993), Schriftstellerin
- Jean-Claude Maire Vigueur (* 1943), Historiker
- Chloé Valentini (* 1995), Handballspielerin

## Trivia
Der Bahnhof von Morteau ist Schauplatz mehrerer Szenen des 2002 gedrehten Films Monsieur Batignole von Gérard Jugnot.

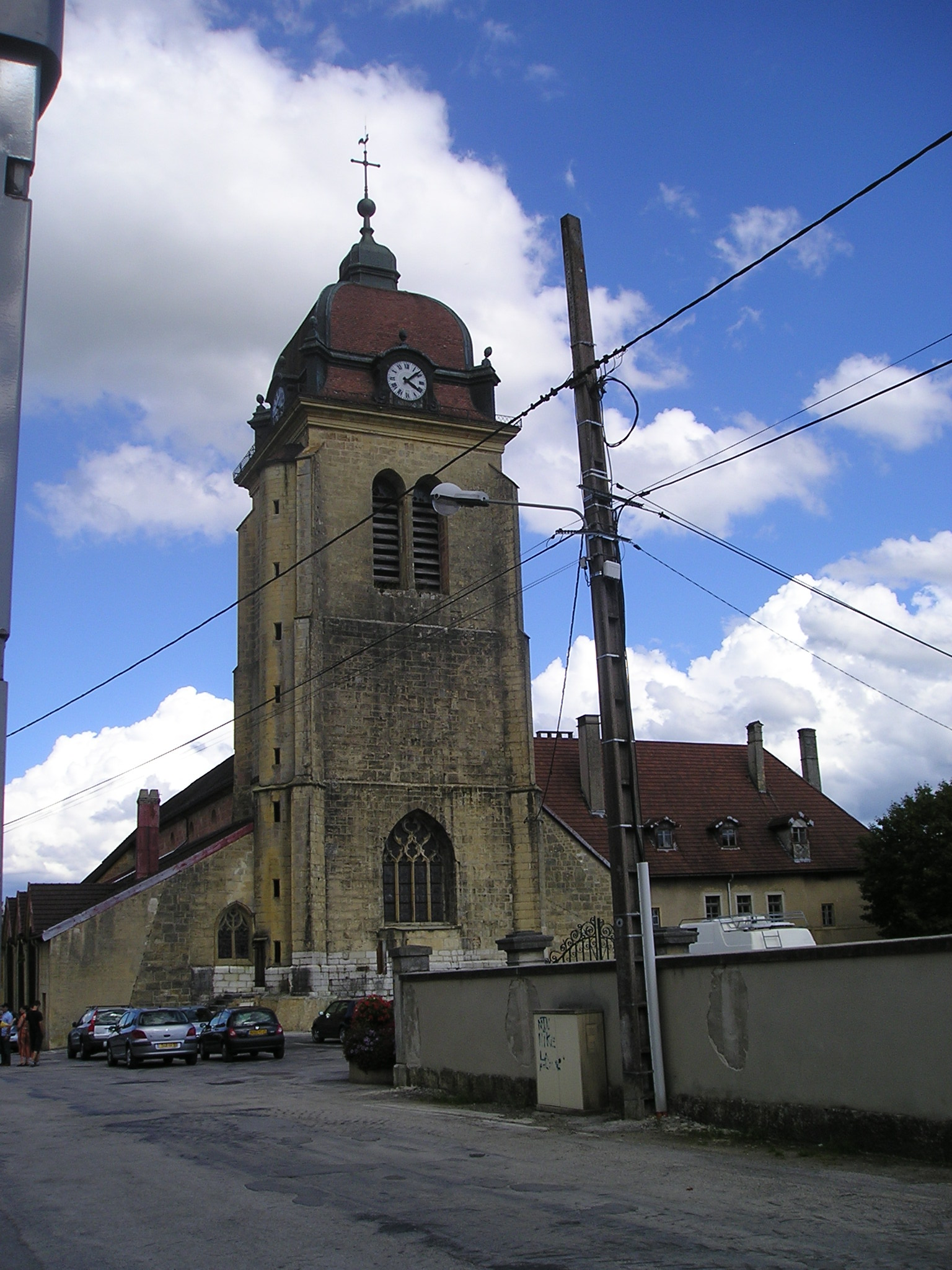
Die Kirche Notre-Dame de l’Assomption
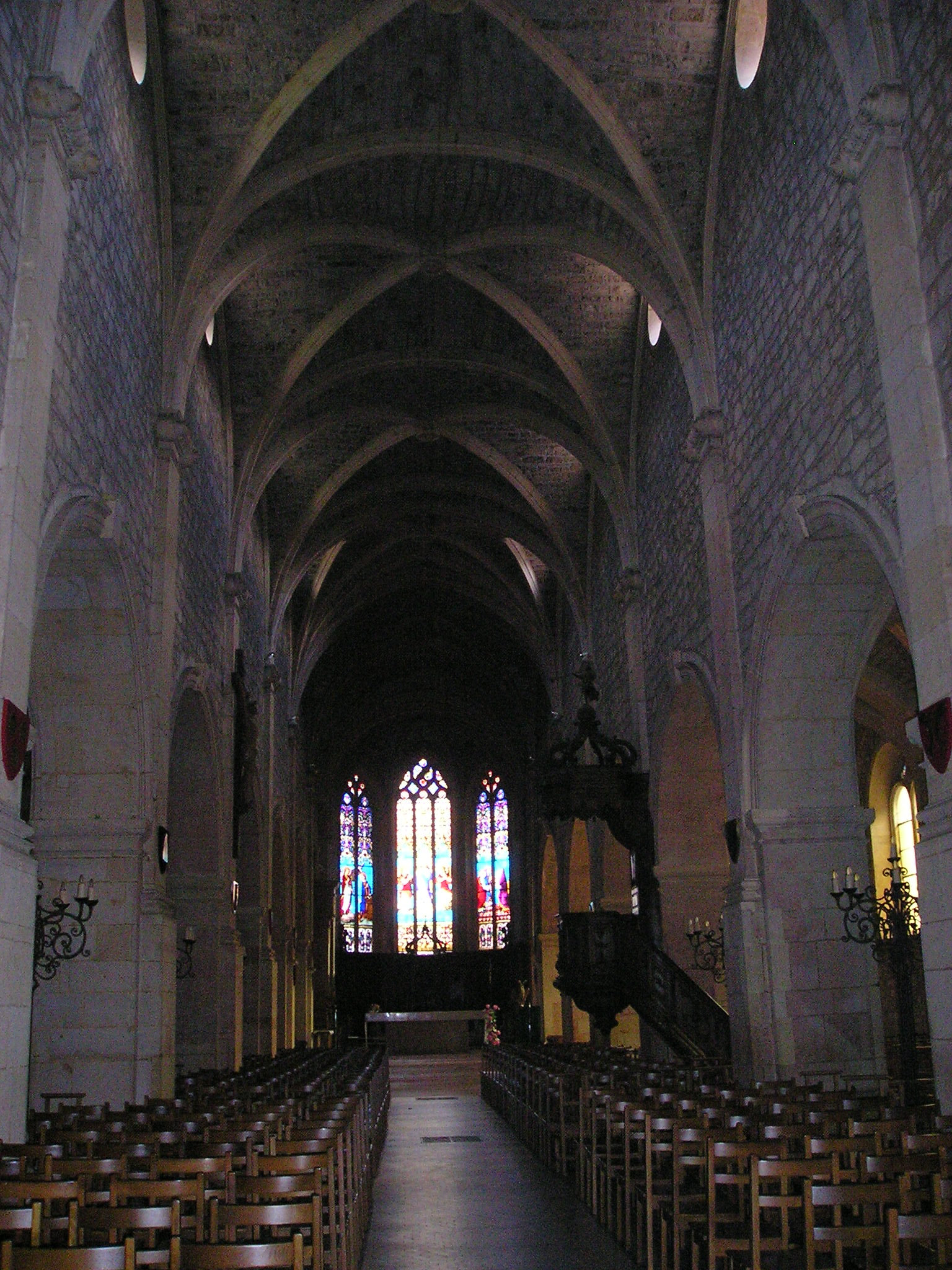
Innenansicht der Kirche
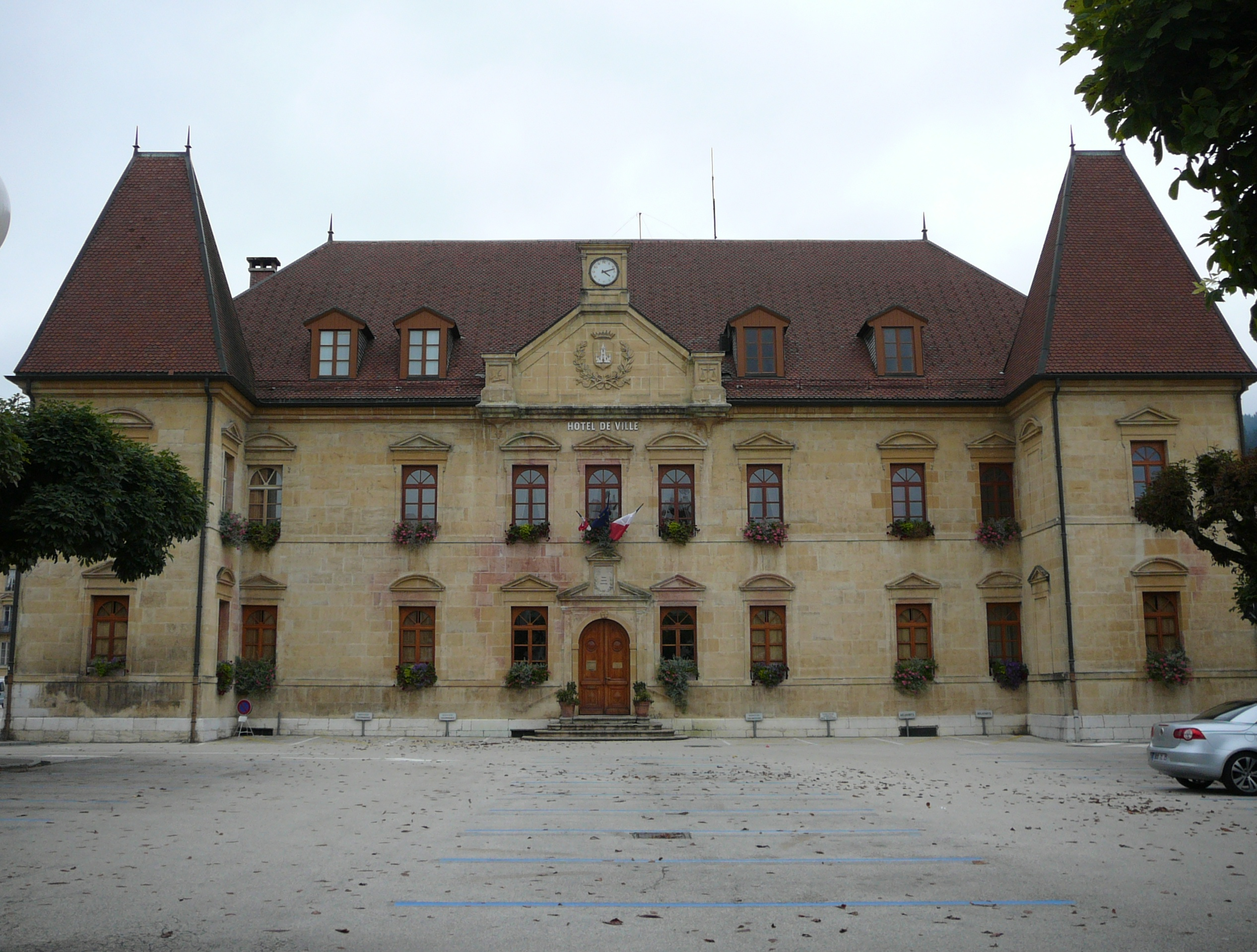
Rathaus (Hôtel de ville) von 1590
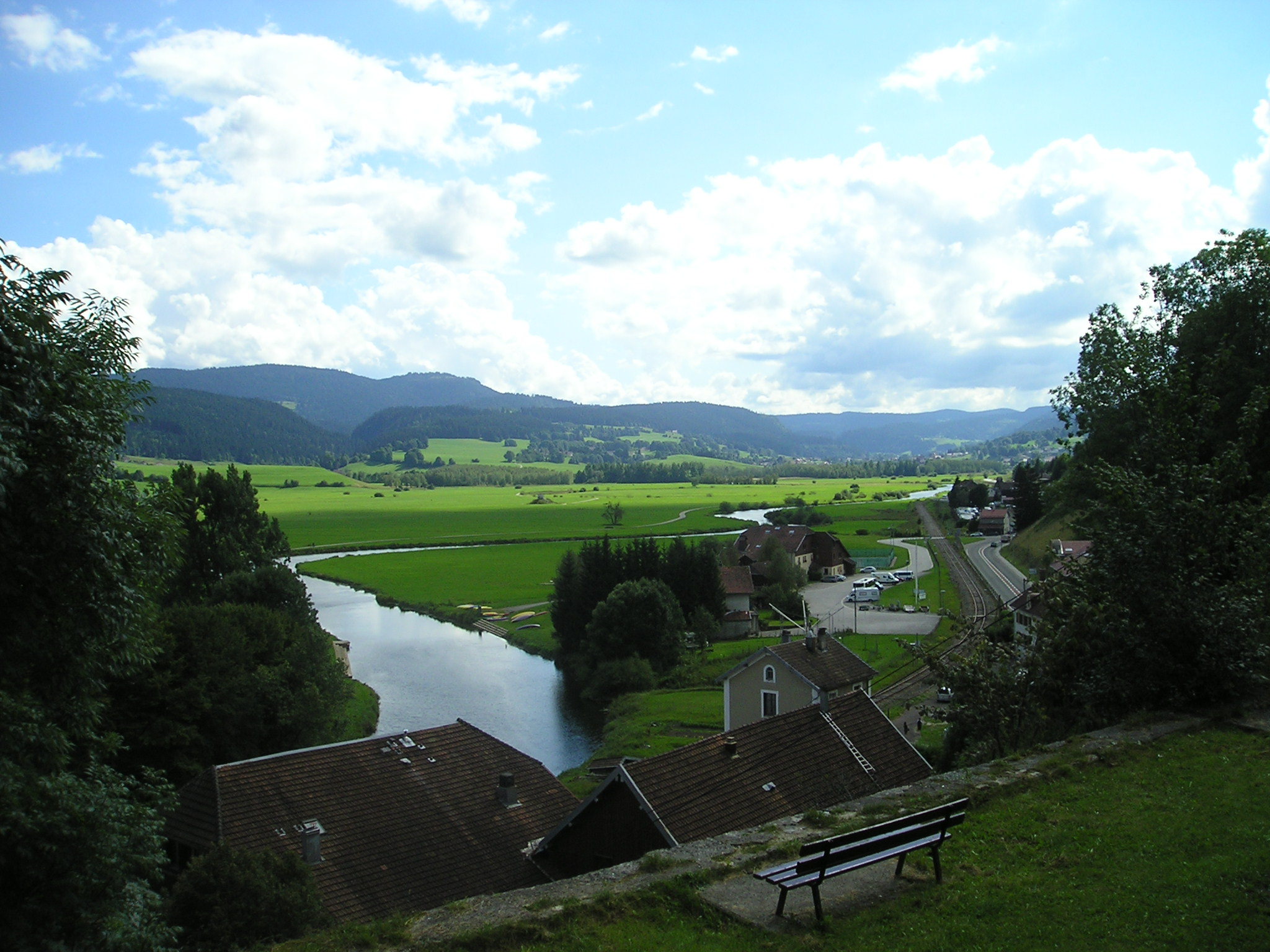
Morteau, Blick auf das Doubs-Tal